# Mekia Cox
Pour les articles homonymes, voir Cox.
Mekia Cox, née le 18 novembre 1981 à Sainte-Croix aux Îles Vierges des États-Unis, est une actrice américaine.
Elle débute, très jeune, grâce à la chaîne de télévision Nickelodeon. Elle joue ensuite dans des comédies musicales, comme la culte Fame, avant de participer, comme danseuse, à la série de concerts de Michael Jackson, This Is It.
Elle se fait ensuite connaître, à la télévision, grâce à la série télévisée 90210 Beverly Hills : Nouvelle Génération (2009-2011) dans laquelle elle incarne un rôle récurrent, puis, en occupant l'un des rôles principaux de l'éphémère série d'espionnage Undercovers (2010).
Il s'ensuit de régulières apparitions dans diverses séries télévisées ainsi que quelques interventions au cinéma avant qu'elle ne rejoigne la distribution principale de la seconde saison de la série Secrets and Lies (2016) pour ensuite obtenir un rôle récurrent dans le drama médical Chicago Med (2016-2019) et dans la dernière saison de la série fantastique Once Upon a Time (2017-2018) ou elle incarne la princesse Tiana.
En 2019, elle rejoint la distribution régulière de la comédie policière The Rookie : Le flic de Los Angeles.

## Biographie

### Enfance et formation
Mekia est née aux Îles Vierges des États-Unis. À sept ans, elle a déménagé avec sa famille à Orlando, en Floride. Durant cinq ans, elle a étudié la danse dans les îles Vierges américaines.
En 1989, Cox a été invitée à participer au Spectacle de Noël du Magic Kingdom, un parc Disney situé en Floride. En raison de sa proximité avec Universal Studios, Cox a réussi à gagner un rôle comme un enfant acteur dans divers films ou séries télévisées de la chaîne de télévision Nickelodeon.
Cox est diplômée en 1999 du Dr Phillips High School, en Arts visuels. Cox a obtenu un baccalauréat en musique de l'Université de Floride en 2003. Pendant ses étés, elle a travaillé à la Heritage Repertory Theater à Charlottesville, en Virginie.

### Carrière

#### Comédie musicale, danse et télévision
Après ses études, elle a joué le rôle de Sarah dans Ragtime, la comédie musicale au théâtre Merry-Go-Round à Auburn, New York. Cox a fait une tournée nationale pendant deux ans, jouant Carmen dans Fame. Elle déménage ensuite à Los Angeles.
À ses débuts, l'actrice multiplie les apparitions dans diverses séries télévisées (Les Experts : Manhattan, Half and Half, Les Frères Scott et Bones). En 2009, elle est l'une des deux seules femmes sélectionnées pour faire partie du groupe de danse, constitué de 11 membres, de la tournée This Is It du célèbre Michael Jackson. Elle apparaît donc dans le film documentaire Michael Jackson's This Is It.
Dans le même temps, elle décroche son premier rôle récurrent pour 90210 Beverly Hills : Nouvelle Génération, série dérivée de la série culte Beverly Hills 90210. Elle incarne Sasha pendant sept épisodes, l'intérêt amoureux de l'un des personnages principaux.
En 2010, elle rejoint la distribution principale de la série télévisée d'espionnage Undercovers, remplaçant Jessica Parker Kennedy pour le rôle de Lizzy Gilliam. Ce show créé par J. J. Abrams, est diffusé sur le réseau NBC mais les audiences ne sont pas suffisantes ce qui conduit à l'arrêt prématuré de la série. L'année qui suit, elle décroche un petit rôle dans la comédie à succès Crazy, Stupid, Love..
Entre 2012 et 2014, elle continue de jouer les guest, le temps d'un épisode, pour des séries comme La Diva du divan, Wes et Travis, Leverage, Mob City, Almost Human et Gotham. Au cinéma, elle occupe la vedette du drame musicale Dance Battle America aux côtés de Marques Houston et Lynn Whitfield.
En 2013, elle participe au court métrage dramatique The Exchange, donnant la réplique à Aml Ameen et Michael Beach et elle décroche un rôle secondaire dans le film d'horreur indépendant After Dark.
Après être intervenue dans des séries populaires comme Grey's Anatomy et Modern Family, elle rejoint la distribution principale de la seconde saison de la série dramatique et policière, Secrets and Lies. Entre-temps, elle joue dans la comédie dramatique sportive The Squeeze avec Jeremy Sumpter, Christopher McDonald et Jillian Murray, mais cette production est laminée par la critique.

#### Rôles réguliers
En 2016, elle signe pour le rôle récurrent du Dr. Robyn Charles, fille du Dr. Daniel Charles (joué par Oliver Platt) dans la série dramatique et médicale Chicago Med.
En 2017, à la suite du reboot amorcé par l'équipe scénaristique, à partir de la septième saison, elle rejoint la distribution principale de la série télévisée fantastique Once Upon a Time. Elle incarne la princesse Tiana aux côtés de nouvelles recrues comme Dania Ramírez et Adelaide Kane. Cependant, les audiences de cette saison ne répondent pas aux attentes du réseau de diffusion, qui prend donc la décision d'annuler la série.
En 2018, après son départ de la saison 3 de Chicago Med et l'arrêt de Once Upon a Time, elle rejoint le casting du premier film de l'actrice afro-américaine Meagan Good, If Not Now, When?, une comédie indépendante, qui sort en 2019. Cette production est notamment présentée au Festival du film Urbanworld et à l'American Black Film Festival. Cette année-là, elle fait finalement son retour, en tant que récurrente, dans la série médicale Chicago Med, à partir de la saison 4.
En 2019, à la suite du départ d'Afton Williamson, elle intègre la distribution principal de la série policière, The Rookie : Le Flic de Los Angeles portée par Nathan Fillion, à partir de la saison 2 afin d'incarner l'officier Nyla Harper,,.

### Vie privée
Le 28 avril 2018, elle a épousé l'analyste du basket-ball Britt Leach. En décembre 2018, elle a donné naissance à leur fille. Elle a annoncé sa deuxième grossesse en janvier 2022 qui a été inscrite dans le scénario de son personnage dans la série The Rookie. Le 13 mai 2022, elle donne naissance à sa deuxième fille.

## Filmographie

### Cinéma

#### Courts métrages
- 2013 : The Exchange de Robert L. Poole : Lisa

#### Longs métrages
- 2009 : Michael Jackson's This Is It : elle-même (danseuse)
- 2010 : I Kissed a Vampire  Chris Nolan : Nikki No
- 2011 : Crazy, Stupid, Love de John Requa et Glenn Ficarra : Tiffany
- 2012 : Dance Battle America de Chris Stokes : Sarah Miller
- 2013 : After Dark de Rico Johnson : Bree
- 2015 : The Squeeze de Terry Jastrow : Lana
- 2019 : If Not Now, When? de Meagan Good : Suzanne

### Télévision

#### Séries télévisées
- 1994 : My Brother and Me : rôle non communiqué (saison 1, épisode 3)
- 2005 : Les Experts : Manhattan : Kia Rowe (saison 2, épisode 5)
- 2005 : Half and Half : Alicia (saison 4, épisode 7)
- 2006 : Les Frères Scott : Faith (saison 3, épisode 10)
- 2008 : Bones : Celeste Cutler (saison 3, épisode 11)
- 2009 - 2011 : 90210 Beverly Hills : Nouvelle Génération : Sasha (rôle récurrent - saisons 2 et 3, 7 épisodes)
- 2010 - 2012 : Undercovers : Lizzy Gilliam (rôle principal - saison 1, 11 épisodes)
- 2011 : Mentalist : Tracy Zuniga (saison 3, épisode 23)
- 2012 : La Diva du divan : Zetty Liston (saison 2, épisodes 2 et 3)
- 2012 : Wes et Travis : Destiny (saison 1, épisode 7)
- 2012 : Leverage : Katrina Hardt (saison 5, épisode 9)
- 2012 - 2014 : Key and Peele : La fille du date / Michelle Obama / la petite amie (3 épisodes)
- 2013 : Mob City : Anya (saison 1, 3 épisodes)
- 2013 : Almost Human : Anna (saison 1, épisodes 1 et 10)
- 2014 : Gotham : Dr. Thawson (saison 1, épisode 7)
- 2015 : Grey's Anatomy : Blair Vinson (saison 11, épisode 16)
- 2016 : Modern Family : Angie (saison 7, épisode 16)
- 2016 : Impastor : Jasmine Evans / Jasmine Cox (saison 2, 3 épisodes)
- 2016 : Secrets and Lies : Amanda Warner (rôle principal - saison 2, 10 épisodes)
- 2016 - 2019 : Chicago Med : Dr Robyn Charles, fille du Dr Daniel Charles (rôle récurrent - 25 épisodes)
- 2017 - 2018 : Once Upon a Time : Tiana / Sabine (rôle principal - saison 7, 21 épisodes)
- depuis 2019 : The Rookie : Le Flic de Los Angeles : Nyla Harper (rôle principal depuis la saison 2)